# 149951 Hildakowalski
149951 Hildakowalski este un asteroid din centura principală de asteroizi.

## Descriere
149951 Hildakowalski este un asteroid din centura principală de asteroizi. A fost descoperit pe 3 octombrie 2005 în cadrul proiectului CSS. Asteroidul prezintă o orbită caracterizată de o semiaxă mare de 2,35 ua, o excentricitate de 0,15 și o înclinație de 6,4° în raport cu ecliptica.